# Tiberioides borealis
Tiberioides borealis is een keversoort uit de familie Passalidae. De wetenschappelijke naam van de soort is voor het eerst geldig gepubliceerd in 1907 door Arrow.